# Beach 25th Street (Rockaway Line)
Beach 25th Street is een station van de metro van New York aan de aan de Rockaway Line (A-trein).
Het station bevindt zich op Beach 25th Street. Het is gelegen in de wijk Rockaway, een schiereiland in het uiterste zuidoosten van de borough Queens.
Dit station was eigenlijk bedoeld voor de Long Island Rail Road treinen. Dit was het eindpunt aan de Far Rockaway tak, totdat het nieuwe eindpunt negentien maanden later werd geopend. Het is heropend als metrostation op 28 juni 1956 en het eerstvolgende station in westelijke richting is Beach 36th Street en in oostelijke richting Far Rockaway-Mott Avenue.